# Opperrechter van de Verenigde Staten
De Opperrechter van de Verenigde Staten (Engels: Chief Justice of the United States) staat aan het hoofd van de rechterlijke macht van de federale overheid van de Verenigde Staten en is de opperrechter van het Hooggerechtshof van de Verenigde Staten. De opperrechter is een van de negen rechters in het Amerikaanse Hooggerechtshof; de overige acht zijn de zogenaamde Associate Justices. Van 1789 tot 1866 was de ambtstitel ook wel Chief Justice of the Supreme Court ('Opperrechter van het Hooggerechtshof').
De opperrechter is de voorzitter van het Hooggerechtshof en heeft een grote invloed op de agenda van de rechtbank. In geval van impeachment (een procedure tot afzetting) van een Amerikaanse president (wat drie maal gebeurd is, namelijk bij Andrew Johnson, Bill Clinton en Donald Trump), zit de opperrechter het proces voor in de Senaat. Verder heeft hij traditioneel de taak om de president de ambtseed af te nemen tijdens presidentiële inauguraties.
De eerste opperrechter was John Jay; in 2005 werd John Roberts benoemd als zeventiende opperrechter.
| Nr.    | Opperrechter Chief Justice | Opperrechter Chief Justice        | Ambtstermijn      | Ambtstermijn      | Partij(en)             | President(en)                         |
| ------ | -------------------------- | --------------------------------- | ----------------- | ----------------- | ---------------------- | ------------------------------------- |
| 1      | John Jay                   | John Jay (1745–1829)              | 26 september 1789 | 30 juni 1795      | Federalistische Partij | George Washington (1789–1797)         |
| Vacant |                            |                                   |                   |                   |                        | George Washington (1789–1797)         |
| 2      | John Rutledge              | John Rutledge (1739–1820)         | 10 augustus 1795  | 28 december 1795  | Federalistische Partij | George Washington (1789–1797)         |
| Vacant |                            |                                   |                   |                   |                        | George Washington (1789–1797)         |
| 3      | Oliver Ellsworth           | Oliver Ellsworth (1745–1807)      | 4 maart 1796      | 15 december 1800  | Federalistische Partij | George Washington (1789–1797)         |
| 3      | Oliver Ellsworth           | Oliver Ellsworth (1745–1807)      | 4 maart 1796      | 15 december 1800  | Federalistische Partij | John Adams (1797–1801)                |
| Vacant |                            |                                   |                   |                   |                        |                                       |
| 4      | John Marshall              | John Marshall (1755–1835)         | 31 januari 1801   | 6 juli 1835       | Federalistische Partij |                                       |
| 4      | John Marshall              | John Marshall (1755–1835)         | 31 januari 1801   | 6 juli 1835       | Federalistische Partij | Thomas Jefferson (1801–1809)          |
| 4      | John Marshall              | John Marshall (1755–1835)         | 31 januari 1801   | 6 juli 1835       | Federalistische Partij | James Madison (1809–1817)             |
| 4      | John Marshall              | John Marshall (1755–1835)         | 31 januari 1801   | 6 juli 1835       | Federalistische Partij | James Monroe (1817–1825)              |
| 4      | John Marshall              | John Marshall (1755–1835)         | 31 januari 1801   | 6 juli 1835       | Federalistische Partij | John Quincy Adams (1825–1829)         |
| 4      | John Marshall              | John Marshall (1755–1835)         | 31 januari 1801   | 6 juli 1835       | Federalistische Partij | Andrew Jackson (1829–1837)            |
| Vacant |                            |                                   |                   |                   |                        |                                       |
| 5      | Roger Taney                | Roger Taney (1777–1864)           | 15 maart 1836     | 12 oktober 1864   | Democratische Partij   |                                       |
| 5      | Roger Taney                | Roger Taney (1777–1864)           | 15 maart 1836     | 12 oktober 1864   | Democratische Partij   | Martin Van Buren (1838–1841)          |
| 5      | Roger Taney                | Roger Taney (1777–1864)           | 15 maart 1836     | 12 oktober 1864   | Democratische Partij   | William Henry Harrison (1841)         |
| 5      | Roger Taney                | Roger Taney (1777–1864)           | 15 maart 1836     | 12 oktober 1864   | Democratische Partij   | John Tyler (1841–1845)                |
| 5      | Roger Taney                | Roger Taney (1777–1864)           | 15 maart 1836     | 12 oktober 1864   | Democratische Partij   | James Polk (1845–1849)                |
| 5      | Roger Taney                | Roger Taney (1777–1864)           | 15 maart 1836     | 12 oktober 1864   | Democratische Partij   | Zachary Taylor (1849–1850)            |
| 5      | Roger Taney                | Roger Taney (1777–1864)           | 15 maart 1836     | 12 oktober 1864   | Democratische Partij   | Millard Fillmore (1850–1853)          |
| 5      | Roger Taney                | Roger Taney (1777–1864)           | 15 maart 1836     | 12 oktober 1864   | Democratische Partij   | Franklin Pierce (1853–1857)           |
| 5      | Roger Taney                | Roger Taney (1777–1864)           | 15 maart 1836     | 12 oktober 1864   | Democratische Partij   | James Buchanan (1857–1861)            |
| 5      | Roger Taney                | Roger Taney (1777–1864)           | 15 maart 1836     | 12 oktober 1864   | Democratische Partij   | Abraham Lincoln (1861–1865)           |
| Vacant |                            |                                   |                   |                   |                        |                                       |
| 6      | Salmon Chase               | Salmon Chase (1808–1873)          | 6 december 1864   | 7 mei 1873        | Democratische Partij   |                                       |
| 6      | Salmon Chase               | Salmon Chase (1808–1873)          | 6 december 1864   | 7 mei 1873        | Democratische Partij   | Andrew Johnson (1865–1869)            |
| 6      | Salmon Chase               | Salmon Chase (1808–1873)          | 6 december 1864   | 7 mei 1873        | Democratische Partij   | Ulysses S. Grant (1869–1877)          |
| Vacant |                            |                                   |                   |                   |                        |                                       |
| 7      | Morrison Waite             | Morrison Waite (1816–1888)        | 21 januari 1874   | 23 maart 1888     | Republikeinse Partij   |                                       |
| 7      | Morrison Waite             | Morrison Waite (1816–1888)        | 21 januari 1874   | 23 maart 1888     | Republikeinse Partij   | Rutherford Hayes (1877–1881)          |
| 7      | Morrison Waite             | Morrison Waite (1816–1888)        | 21 januari 1874   | 23 maart 1888     | Republikeinse Partij   | James Garfield (1881)                 |
| 7      | Morrison Waite             | Morrison Waite (1816–1888)        | 21 januari 1874   | 23 maart 1888     | Republikeinse Partij   | Chester Arthur (1881–1885)            |
| 7      | Morrison Waite             | Morrison Waite (1816–1888)        | 21 januari 1874   | 23 maart 1888     | Republikeinse Partij   | Grover Cleveland (1885–1889)          |
| Vacant |                            |                                   |                   |                   |                        |                                       |
| 8      | Melville Fuller            | Melville Fuller (1833–1910)       | 20 juli 1888      | 4 juli 1910       | Democratische Partij   |                                       |
| 8      | Melville Fuller            | Melville Fuller (1833–1910)       | 20 juli 1888      | 4 juli 1910       | Democratische Partij   | Benjamin Harrison (1889–1893)         |
| 8      | Melville Fuller            | Melville Fuller (1833–1910)       | 20 juli 1888      | 4 juli 1910       | Democratische Partij   | Grover Cleveland (1893–1897)          |
| 8      | Melville Fuller            | Melville Fuller (1833–1910)       | 20 juli 1888      | 4 juli 1910       | Democratische Partij   | William McKinley (1897–1901)          |
| 8      | Melville Fuller            | Melville Fuller (1833–1910)       | 20 juli 1888      | 4 juli 1910       | Democratische Partij   | Theodore Roosevelt (1901–1909)        |
| 8      | Melville Fuller            | Melville Fuller (1833–1910)       | 20 juli 1888      | 4 juli 1910       | Democratische Partij   | William Howard Taft (1909–1913)       |
| Vacant |                            |                                   |                   |                   |                        |                                       |
| 9      | Edward Douglass White      | Edward Douglass White (1845–1921) | 12 december 1910  | 19 mei 1921       | Democratische Partij   |                                       |
| 9      | Edward Douglass White      | Edward Douglass White (1845–1921) | 12 december 1910  | 19 mei 1921       | Democratische Partij   | Woodrow Wilson (1913–1921)            |
| 9      | Edward Douglass White      | Edward Douglass White (1845–1921) | 12 december 1910  | 19 mei 1921       | Democratische Partij   | Warren Harding (1921–1923)            |
| Vacant |                            |                                   |                   |                   |                        |                                       |
| 10     | William Howard Taft        | William Howard Taft (1857–1930)   | 30 juni 1921      | 3 februari 1930   | Republikeinse Partij   |                                       |
| 10     | William Howard Taft        | William Howard Taft (1857–1930)   | 30 juni 1921      | 3 februari 1930   | Republikeinse Partij   | Calvin Coolidge (1923–1929)           |
| 10     | William Howard Taft        | William Howard Taft (1857–1930)   | 30 juni 1921      | 3 februari 1930   | Republikeinse Partij   | Herbert Hoover (1929–1933)            |
| 11     | Charles Evans Hughes       | Charles Evans Hughes (1862–1948)  | 3 februari 1930   | 30 juni 1941      | Republikeinse Partij   |                                       |
| 11     | Charles Evans Hughes       | Charles Evans Hughes (1862–1948)  | 3 februari 1930   | 30 juni 1941      | Republikeinse Partij   | Franklin Delano Roosevelt (1933–1945) |
| 12     | Harlan Stone               | Harlan Stone (1872–1946)          | 30 juni 1941      | 22 april 1946     | Republikeinse Partij   |                                       |
| 12     | Harlan Stone               | Harlan Stone (1872–1946)          | 30 juni 1941      | 22 april 1946     | Republikeinse Partij   | Harry S. Truman (1945–1953)           |
| Vacant |                            |                                   |                   |                   |                        |                                       |
| 13     | Fred Vinson                | Fred Vinson (1890–1953)           | 30 juni 1946      | 8 september 1953  | Democratische Partij   |                                       |
| 13     | Fred Vinson                | Fred Vinson (1890–1953)           | 30 juni 1946      | 8 september 1953  | Democratische Partij   | Dwight D. Eisenhower (1953–1961)      |
| Vacant |                            |                                   |                   |                   |                        |                                       |
| 14     | Earl Warren                | Earl Warren (1891–1974)           | 5 oktober 1953    | 23 juni 1969      | Republikeinse Partij   |                                       |
| 14     | Earl Warren                | Earl Warren (1891–1974)           | 5 oktober 1953    | 23 juni 1969      | Republikeinse Partij   | John F. Kennedy (1961–1963)           |
| 14     | Earl Warren                | Earl Warren (1891–1974)           | 5 oktober 1953    | 23 juni 1969      | Republikeinse Partij   | Lyndon B. Johnson (1963–1969)         |
| 14     | Earl Warren                | Earl Warren (1891–1974)           | 5 oktober 1953    | 23 juni 1969      | Republikeinse Partij   | Richard Nixon (1969–1974)             |
| 15     | Warren Burger              | Warren Burger (1907–1995)         | 23 juni 1969      | 26 september 1986 | Republikeinse Partij   |                                       |
| 15     | Warren Burger              | Warren Burger (1907–1995)         | 23 juni 1969      | 26 september 1986 | Republikeinse Partij   | Gerald Ford (1974–1977)               |
| 15     | Warren Burger              | Warren Burger (1907–1995)         | 23 juni 1969      | 26 september 1986 | Republikeinse Partij   | Jimmy Carter (1977–1981)              |
| 15     | Warren Burger              | Warren Burger (1907–1995)         | 23 juni 1969      | 26 september 1986 | Republikeinse Partij   | Ronald Reagan (1981–1989)             |
| 16     | William Rehnquist          | William Rehnquist (1924–2005)     | 26 september 1986 | 3 september 2005  | Republikeinse Partij   |                                       |
| 16     | William Rehnquist          | William Rehnquist (1924–2005)     | 26 september 1986 | 3 september 2005  | Republikeinse Partij   | George H.W. Bush (1989–1993)          |
| 16     | William Rehnquist          | William Rehnquist (1924–2005)     | 26 september 1986 | 3 september 2005  | Republikeinse Partij   | Bill Clinton (1993–2001)              |
| 16     | William Rehnquist          | William Rehnquist (1924–2005)     | 26 september 1986 | 3 september 2005  | Republikeinse Partij   | George W. Bush (2001–2009)            |
| Vacant |                            |                                   |                   |                   |                        |                                       |
| 17     | John Roberts               | John Roberts (1955)               | 29 september 2005 | heden             | Republikeinse Partij   |                                       |
| 17     | John Roberts               | John Roberts (1955)               | 29 september 2005 | heden             | Republikeinse Partij   | Barack Obama (2009–2017)              |
| 17     | John Roberts               | John Roberts (1955)               | 29 september 2005 | heden             | Republikeinse Partij   | Donald Trump (2017–2021)              |
| 17     | John Roberts               | John Roberts (1955)               | 29 september 2005 | heden             | Republikeinse Partij   | Joe Biden (2021–2025)                 |
| 17     | John Roberts               | John Roberts (1955)               | 29 september 2005 | heden             | Republikeinse Partij   | Donald Trump (2025–heden)             |